# Klement Gottwald

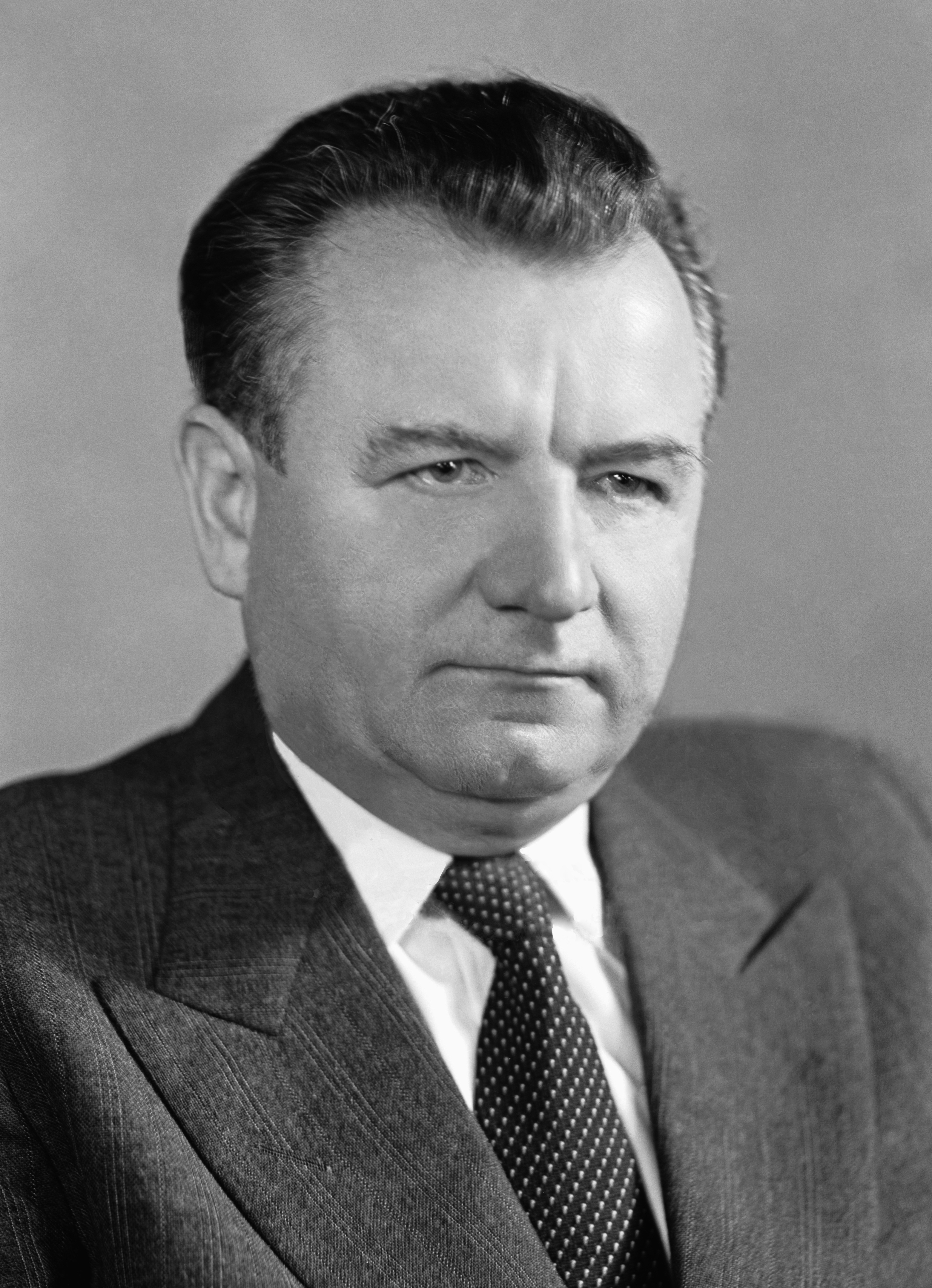
Klement Gottwald, 1949

Klement Gottwald (* 23. November 1896 in Dědice, Okres Vyškov, damals Dieditz, Mähren, Österreich-Ungarn; † 14. März 1953 in Prag, Tschechoslowakei a)) war ein tschechoslowakischer kommunistischer Politiker und Diktator.
Mitte der 1920er Jahre war er verantwortlich für die Bolschewisierung der Kommunistischen Partei der Tschechoslowakei (KSČ), d. h. für ihre Unterordnung unter die Kommunistische Internationale (und somit unter die bolschewistische Partei der Sowjetunion). Von 1929 bis 1948 war er Vorsitzender der KSČ. Ab 1928 war er Mitglied des Exekutivkomitees der Kommunistischen Internationale (KI, kurz Komintern). 1929 wurde Gottwald in das Zentralkomitee und Politbüro und zum Generalsekretär der KSČ gewählt. 1929–1939 sowie 1945–1948 war Gottwald Abgeordneter der Nationalversammlung. Nach dem Zweiten Weltkrieg war er zunächst Ministerpräsident (1946–1948) und nach dem Februarumsturz erster kommunistischer Staatspräsident der Tschechoslowakei (1948–1953).
Gottwalds stalinistisches Regime gilt als die repressivste Periode der kommunistischen Diktatur in der Tschechoslowakei. Zwischen 1948 und 1954 wurden 178 Menschen aus politischen Gründen hingerichtet. b) Weitere starben in Arbeitslagern und Uranminen oder wurden ohne Prozess von der Geheimpolizei StB ermordet. Außerdem ging Gottwald rigoros gegen religiöse Institutionen und gegen – tatsächliche oder vermeintliche – innerparteiliche Rivalen vor.

## Leben

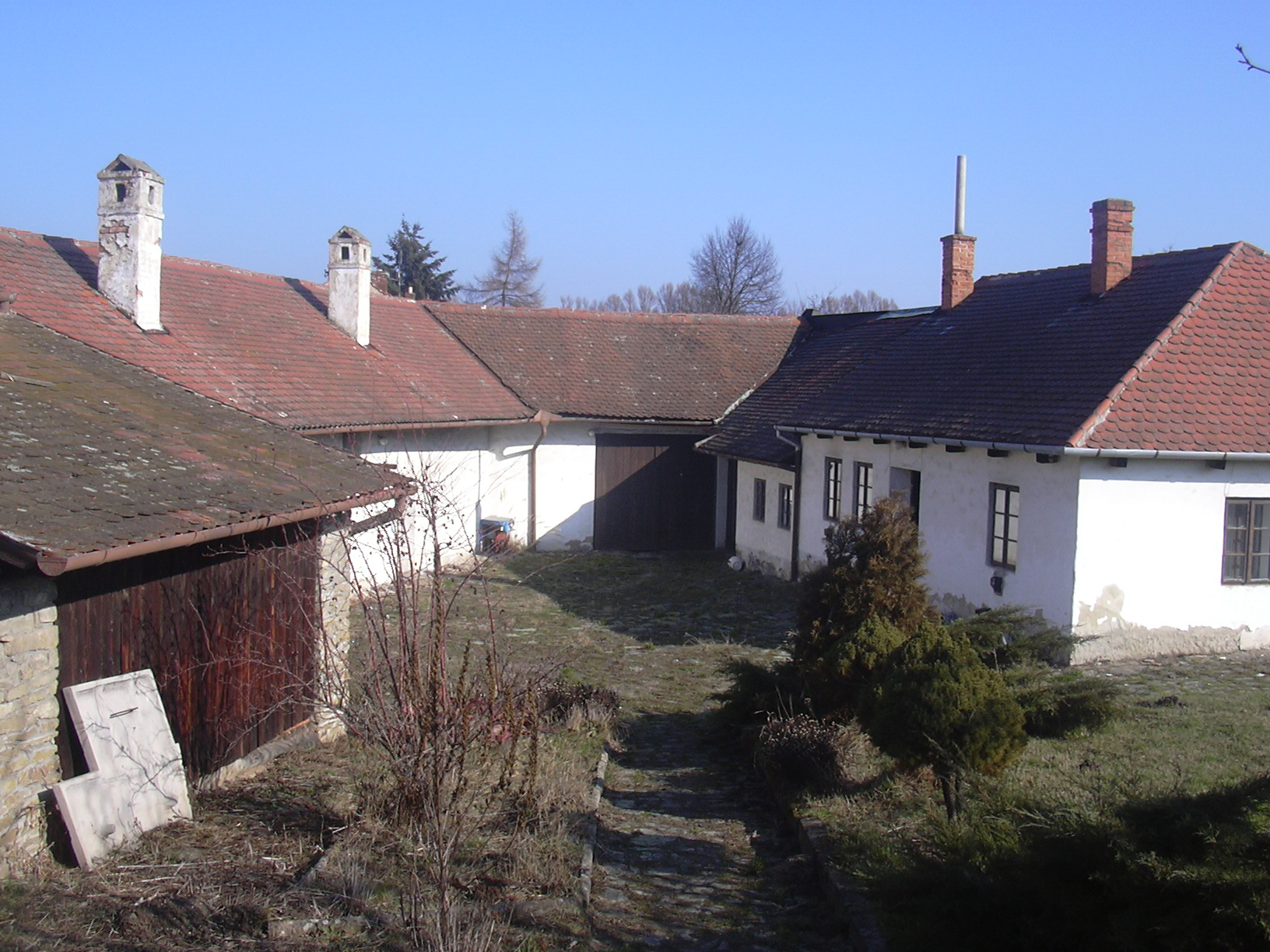
Gottwalds Geburtshaus in Dědice (Dieditz)

Klement Gottwald, ein uneheliches Kind der Landwirtschaftsarbeiterin Marie Gottwaldová, besuchte die Volksschule und erlernte in Wien den Tischlerberuf. Er orientierte sich bald auf sozialdemokratische Jugendverbände. In den Jahren 1914 bis 1918 diente er in der österreichisch-ungarischen Armee – unter anderem bei der Schlacht bei Zborów – aus der er schließlich desertierte. Nach der Gründung der Tschechoslowakei 1918 diente er zwei Jahre in der neuen tschechoslowakischen Armee. Nach 1920 war Gottwald in der Union der Arbeiter-Turnvereine und als Redakteur lokaler kommunistischer Zeitungen tätig. Zu diesem Zeitpunkt hatte er seine ersten Funktionen in der kommunistischen Partei inne, teilweise auch in der Slowakei.
Gottwald war mit Marta Gottwaldová, geborene Holubová, verheiratet, mit der er die Tochter Marta hatte; sie heiratete später den Justiz- und Verteidigungsminister Alexej Čepička.

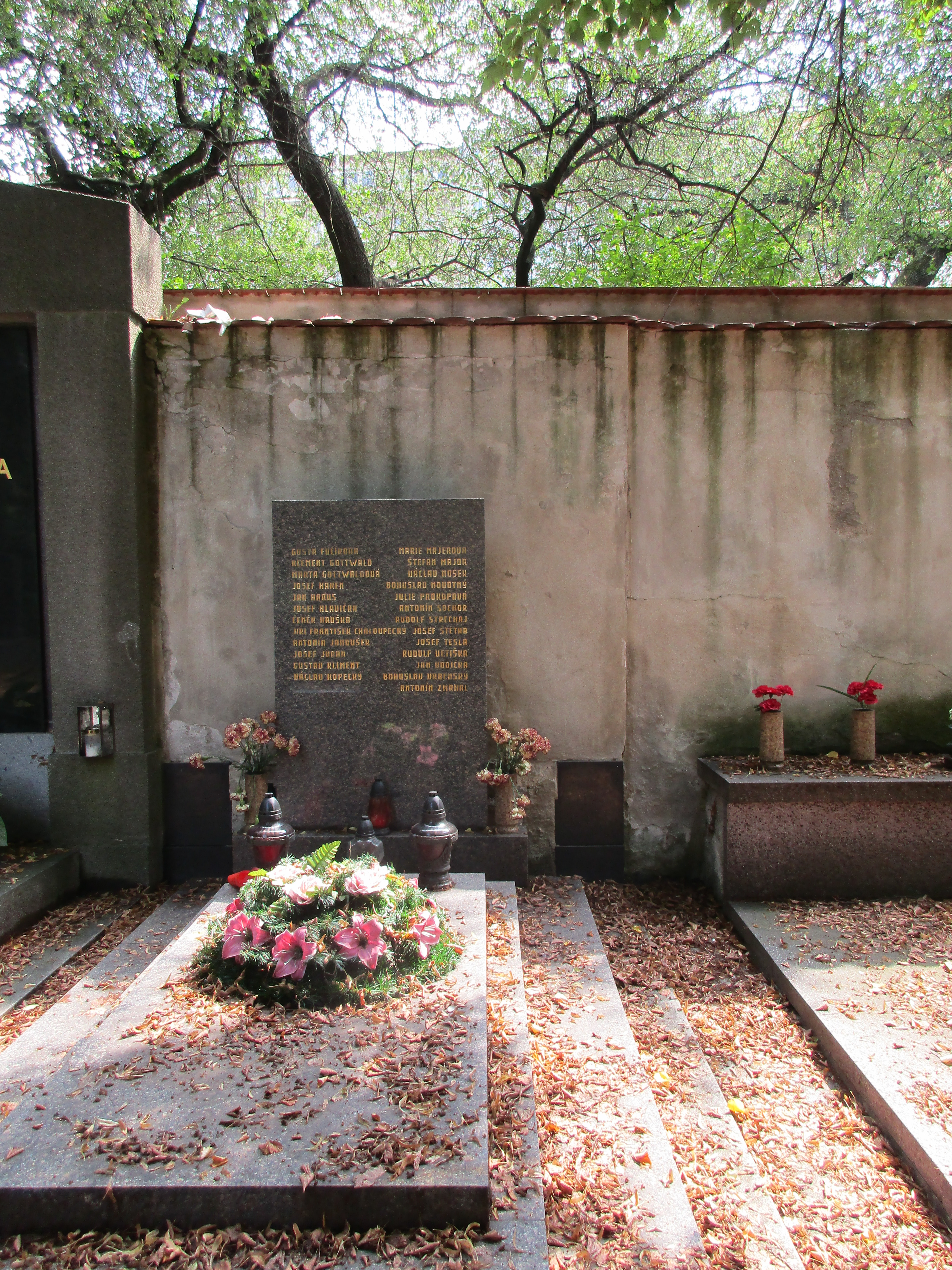
Olšany-Friedhof in Prag: Gemeinschaftsgrab kommunistischer Politiker, darunter Klement Gottwald

Gottwald verfiel in seinen letzten Lebensjahren dem Alkohol und litt an Syphilis. Er starb wenige Tage nach einer Rückkehr aus Moskau, wo er an den Begräbnisfeierlichkeiten Stalins teilgenommen hatte, an der Ruptur eines Aortenaneurysmas. Sein Leichnam wurde von sowjetischen Fachleuten – nach dem Vorbild Lenins – mumifiziert und in einem Glassarg in einem Mausoleum beim Nationaldenkmal am Veitsberg (tschechisch Národní památník na Vítkově) im Prager Stadtteil Žižkov ausgestellt. 1962 wurde Gottwalds Leichnam aufgrund der veränderten politischen Verhältnisse und der Abschaffung des Personenkults (Entstalinisierung) eingeäschert. Seine Urne wurde nach 1989 aus dem Mausoleum entfernt und auf dem Olšany-Friedhof in Prag beigesetzt.

## Politische Tätigkeit
Von 1920 bis 1921 arbeitete Gottwald in einer Fabrik in Rousínov, wo er, damals noch als Mitarbeiter des linken Flügels der Sozialdemokratie, im Dezember 1920 an dem Generalstreik teilnahm; im Mai 1921 war er einer der Mitbegründer der kommunistischen Partei. 1921 bis 1926 übte er verschiedene Parteifunktionen in der Slowakei aus.
Er war als Redakteur lokaler kommunistischer Zeitungen in Mähren und der Slowakei wie Pravda chudoby, Hlas ľudu und anderer proletarischer Presseorgane tätig. Nach 1920 war Gottwald Mitglied des ZK (Zentralkomitee) der KSČ (abgekürzt auch: KPTsch) und  auch Mitglied des Politbüros der Partei. Er war in der Union der Arbeiter-Turnvereine tätig und leitete deren Zeitschrift Spartakus.  Ab 1926 arbeitete Gottwald im Prager Parteisekretariat und war 1925 bis 1929 Leiter der Abteilung Agitation und Propaganda des ZK. In dieser Zeit fing er an, eine moskauorientierte Opposition in der Partei zu formieren, die bis dahin als relativ unabhängig galt. Ab 1928 war Gottwald Mitglied des Exekutivkomitees der Kommunistischen Internationale (KI, kurz Komintern).
Auf dem Gipfel seiner Laufbahn, nach dem Februarumsturz von 1948, errichtete Gottwald in der Tschechoslowakei eine Diktatur der kommunistischen Partei und setzte sich selbst als Diktator gegen seine ehemaligen Mitkämpfer durch; der Historiker Karel Kaplan nannte ihn den „Diktator ohne Souveränität“.

### Bolschewisierung

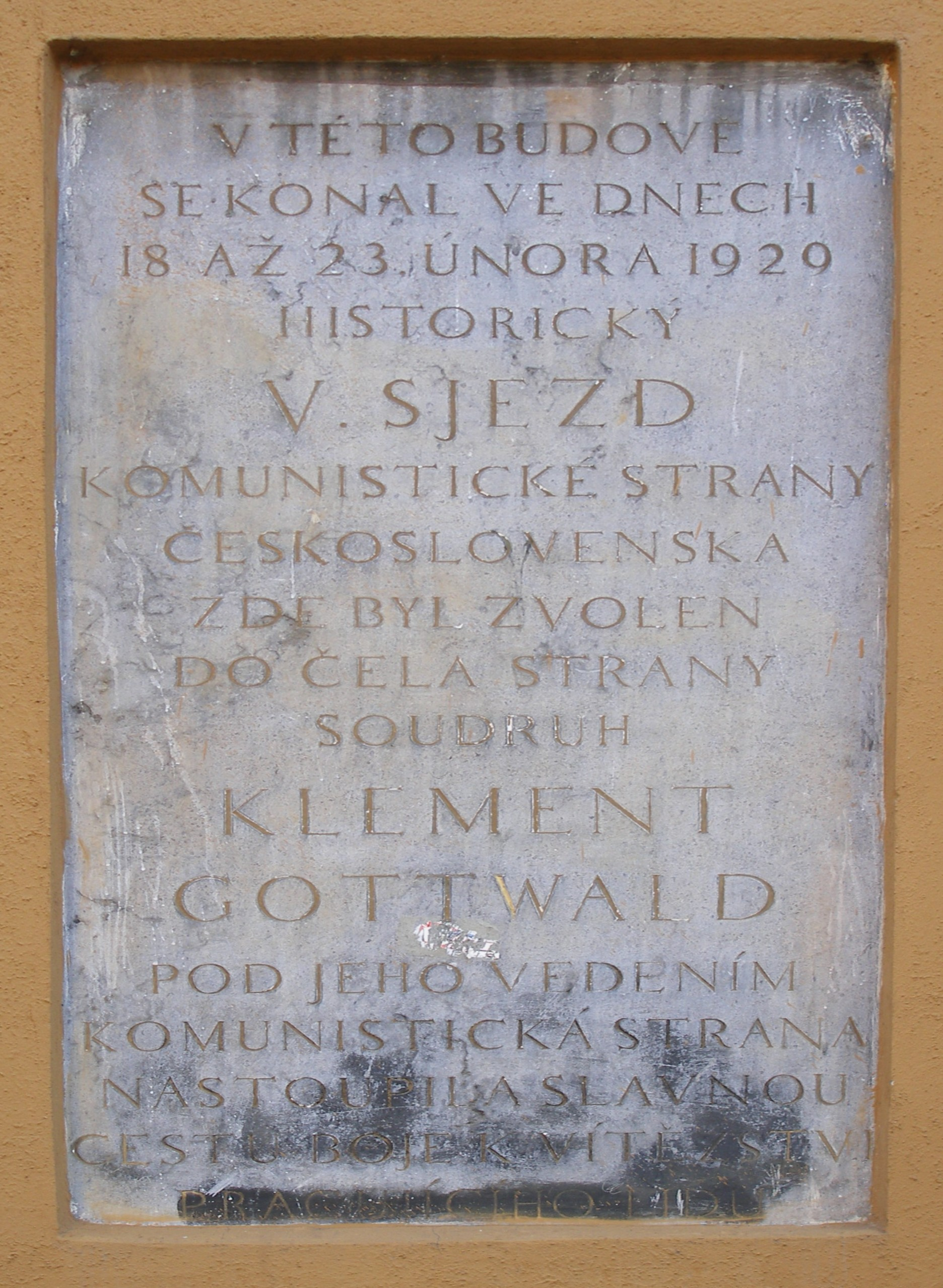
Gedenktafel auf dem Gebäude, wo der V. Parteitag der KSČ stattfand

Gottwald war wesentlich für die stalinistische Ausrichtung der KSČ verantwortlich. Die tschechoslowakische KP gehörte zu den größten und stärksten kommunistischen Parteien in Europa, sie behielt jedoch eine gewisse Unabhängigkeit und war nicht bereit, allen Anweisungen und Befehlen der Komintern und aus Moskau zu folgen. Ab 1926 formierte deshalb Gottwald, der Stalin als Vorbild ansah, eine moskautreue innerparteiliche Opposition. Auf dem V. Parteitag der KSČ im Februar 1929 vollendete er die sogenannte Bolschewisierung: Er und seine Gefolgsleute, die sogenannten Buben von Karlín c) (tschechisch "karlínští kluci" – Josef Guttmann, Jan Šverma, Rudolf Slánský, Václav Kopecký, Pavel Reiman u. a.), übernahmen die Macht in der KSČ und orientierten die Partei in der Folge rigoros auf die Linie der Komintern und der KPdSU. Gottwald wurde Mitglied des Zentralkomitees und des Politbüros und wurde zum Generalsekretär gewählt.
Um sich entsprechend zu profilieren, zeigte Gottwald bei verschiedenen Gelegenheiten, was er dachte und plante. In seiner Parteitagsrede bezeichnete er – ganz im Geiste der Thesen des VI. Kongresses der Komintern – die damalige Tschechoslowakei als einen „imperialistischen Staat“ und die Sozialdemokraten als „Sozialfaschisten“ und behauptete weiter, dass die heimische Bourgeoisie unter der Führung des Präsidenten Masaryk einen faschistischen Umsturz plane. Einige Monate später, in seiner ersten Rede im Parlament am 21. Dezember 1929, verkündete er:
„Und wir, wir sind die Partei des tschechoslowakischen Proletariats und unser oberstes revolutionäres Hauptquartier ist tatsächlich Moskau. Und wir gehen nach Moskau, um zu lernen, verstehen Sie? Wir fahren nach Moskau, um von den russischen Bolschewisten zu lernen, wie man [jemandem] den Hals umdreht. Und Sie wissen, dass die russischen Bolschewisten darin Meister sind.“
Die Folgen waren gravierend: 14 Abgeordnete und 14 Senatoren verließen die Partei, die trotzkistische Fraktion mit dem früheren Freund von Gottwald, Július Verčík, verabschiedete sich. Von 1928 bis 1930 verließen insgesamt 125.000 Parteimitglieder die KSČ, d. h. fünf Sechstel. Es kam zur Spaltung der Gewerkschaftsbewegung. Sehr geschätzte kommunistische Intellektuelle wie Ivan Olbracht, Stanislav Kostka Neumann sowie Vladislav Vančura verfassten aus Protest gegen die neue Linie das damals sehr beachtete Manifest der Sieben.

### Emigration in Moskau
Nach dem Münchner Abkommen von 1938, als die Tschechoslowakei ihre Grenzgebiete (Sudetenland) an Deutschland abtreten musste, wurde die KSČ auf Druck aus Berlin verboten und Gottwald ging ins Exil nach Moskau. Hier stand er bis zum Kriegsende an der Spitze der Führungsgremien der KSČ und plante die Rückkehr und die Machtübernahme in der künftigen Tschechoslowakei. Dazu halfen ihm folgende Entscheidungen:
- 1943 schloss Edvard Beneš in Moskau unter Gottwalds Mitwirkung mit Stalin einen Bündnisvertrag, der unter anderem die Entstehung der tschechoslowakischen Befreiungsarmee in der Sowjetunion ermöglichte – analog der Tschechoslowakischen Exilarmee, die durch die Tschechoslowakische Exilregierung von Beneš in London gegründet wurde
- im Dezember 1943 vereinbarte er mit Beneš und seiner Exilregierung die Zusammenarbeit des tschechoslowakischen Widerstandes im Inland mit den Aktionen, die im Ausland (London und Moskau) geplant wurden
- in Moskau wurde im April 1945 zwischen der Londoner Exilregierung unter Beneš und der Moskauer KSČ-Führung unter Gottwald die erste tschechoslowakische Regierung für die Nachkriegszeit vereinbart, die Regierung Zdeněk Fierlinger I, die auch als die Kaschauer Regierung bekannt ist.

Nach dem Kriegsende konnte Gottwald in der Tat einen entscheidenden Einfluss auf die Gestaltung der Tschechoslowakei gewinnen.

### Nachkriegszeit
Nach Ende des Zweiten Weltkriegs und der Befreiung der Tschechoslowakei übernahm Gottwald im April 1945 den Posten des stellvertretenden Ministerpräsidenten in der Regierung Fierlinger I und anschließend in der Regierung Fierlinger II; nach der Parlamentswahl 1946, aus der die KSČ als die stärkste Partei hervorging, installierte Gottwald die Regierung Gottwald I, die bis zum Februarumsturz von 1948 regierte. Die Grundlagen dieser Entwicklung, insbesondere das Projekt der einheitlichen Nationalen Front und des Kaschauer Programms, stammen noch aus Gottwalds Verhandlungen mit der Londoner Exilregierung im Exil. Die Nationale Front schloss de facto alle der KSČ missliebigen Parteien von den Wahlen (und somit auch der Regierungsbeteiligung) aus, darunter auch Teilnehmer des Widerstandes. „Beneš und seine nichtkommunistischen Freunde übersahen, dass die ‚eingeschränkte Pluralität‘ der Nationalfront den Keim der Entwicklung zur Totalität in sich birgt“, oder wie der tschechische Historiker Kaplan urteilte: Der Zweck der Nationalen Front von Gottwald war es, den Zugang zur kommunistischen Alleinherrschaft zu ebnen. Unter anderem fiel auch die Entscheidung, welche Parteien künftig zugelassen würden, in die Zuständigkeit der Nationalen Front. Bereits das Regierungsprogramm von 1945, bekannt als Kaschauer Programm, sah tiefgreifende gesellschaftliche Veränderungen vor, an deren Ende die Errichtung einer Volksdemokratie stand; als außenpolitisches Konzept sah es die Orientierung der Tschechoslowakei an der Sowjetunion vor.
Nach dem Kriegsende bis zum Februarumsturz 1948 konzentrierte sich die KSČ auf die sorgfältige Vorbereitung der kommunistischen Machtübernahme. Neben dem Kaschauer Regierungsprogramm und der Nationalen Front ging es im Einzelnen um folgende Vorhaben:
- Die tschechoslowakische Sozialdemokratie, mit der die KSČ in der Regierung zusammenarbeitete, wurde zunehmend von außen geschwächt, bis sie im Juni 1948 mit der KSČ zwangsvereinigt wurde; Gottwald selber bemühte sich, den Sozialdemokraten (und Ministerpräsidenten 1945 bis 1946) Zdeněk Fierlinger auf seine Seite zu ziehen, was gelang.[6][19]
- Die Infiltrierung anderer Parteien der Nationalen Front mit dem Ziel, sie zu spalten und ihre Teile zur Unterstützung der KSČ zu bewegen, geschah durch teilweise konspirativ tätige Mitglieder der KSČ. Dieses Vorgehen erklärte Klement Gottwald am 27. November 1947 auf einer Tagung des Zentralkomitees zur offiziellen politischen Linie der Partei; die Infiltrierung lief aber bereits ab Sommer 1945 an. (Eine ähnliche durchaus effektive Infiltration verlief innerhalb des Sicherheitsapparates und der Polizei, die eine wesentliche Rolle beim Februarumsturz spielten.)[6][21][22]
- Außerdem sorgte Gottwald dafür, dass einige entscheidende Ministerien in den ersten Nachkriegsregierungen der KSČ zufielen. Abgesehen vom Posten des Ministerpräsidenten (bzw. des stellvertretenden Ministerpräsidenten) waren es in der Regierung Zdeněk Fierlinger I fünf kommunistische Minister (darunter das Innen- und Informationsministerium)[23], in der Regierung Fierlinger II ebenfalls fünf kommunistische Minister (auch hier im Innen- und Informationsministerium)[24], in der Regierung Gottwald I waren es dann sechs kommunistische Minister (darunter das Innen-, Informations- sowie Finanzministerium)[25].

Teilweise ging es schon in dieser Phase auch um zielgerichtete Aktionen gegen politische „Gegner“, die ausgeschaltet werden sollten. Dazu gehörte insbesondere der Fall der „Verschwörung in der Slowakei“, wie die Kausa der Demokratická strana (Demokratische Partei) genannt wurde. Diese Partei, die bei der Parlamentswahl in der Tschechoslowakei 1946 im slowakischen Teil des Staates mit 62 Prozent doppelt so viel Stimmen erlangte wie die slowakischen Kommunisten, wurde der Verschwörung bezichtigt und auf Gottwalds Geheiß nach und nach entmachtet und liquidiert.

### Februarumsturz, Schauprozesse
Anfang 1948 kam es zu einer Regierungskrise. Der kommunistische Innenminister Václav Nosek wollte acht nichtkommunistische Polizeifunktionäre in Prag durch Kommunisten ersetzen. Aus Protest traten am 20. Februar 1948 die zwölf nichtkommunistischen Regierungsmitglieder in der Hoffnung zurück, dass dadurch Neuwahlen zustande kämen. Da die Regierung jedoch aus 26 Ministern bestand, konnte sie formell nicht entlassen werden, weil die zurückgetretenen Minister nur eine Minderheit darstellten, und Präsident Beneš zögerte auch, den Rücktritt anzunehmen. d) Gottwald nutzte die Situation aus, um die später als Februarumsturz genannte kommunistische Machtübernahme einzuleiten. Ab Sonntag, dem 22. Februar 1948, erhielt Beneš Berichte, dass die Bewaffnung der sogenannten Volksmiliz eine Reihe gewalttätiger Folgen hatte. Diese paramilitärischen Kampfeinheiten aus Mitgliedern der KSČ formierten sich aus den früheren Arbeitermilizen. Sie beteiligten sich an Besetzungen von Parteizentralen nichtkommunistischer, demokratischer Parteien und an der Verhaftungen von deren Mitgliedern, was unter dem Vorwand einer drohenden Konterrevolution geschah. Am 24. Februar 1948 drohte Gottwald mit der Festnahme der zurückgetretenen Minister für den Fall, dass ihre Demission durch den Präsidenten Beneš – verfassungsgemäß – nicht angenommen werden sollte; mittags fand ein einstündiger Generalstreik statt, um Gottwalds Forderungen Nachdruck zu geben. Am 25. Februar 1948 besuchte Gottwald den Präsidenten und übergab ihm eine Liste mit Ministern, die er für die neue Regierung auswählte. Währenddessen wurde eine Großdemonstration vorbereitet und etwa 6000 bewaffnete Milizionäre standen bereit, ins Zentrum zu marschieren. Um 16.30 Uhr besuchte Gottwald noch einmal den Präsidenten, der den Rücktritt der nichtkommunistischen Minister – verfassungswidrig – annahm und eine neue Regierung ernannte, die den Vorschlägen von Gottwald entsprach. Gottwald begab sich zum Wenzelsplatz, wo ihn eine Menge von etwa 100.000 Demonstranten bejubelte.
Mit der Etablierung seiner Regierung Gottwald II, die am 25. Februar 1948 von Beneš akzeptiert wurde, legte Gottwald den letzten Grundstein für die Errichtung und Festigung der kommunistischen Alleinherrschaft in der Tschechoslowakei. Danach geschahen nur die folgerichtigen Konsequenzen:
- die Verabschiedung einer neuen Verfassung vom 9. Mai 1948 durch das Parlament, die allerdings erst am 14. Juli 1948 in Kraft trat[34],
- am 7. Juni 1948 der Rücktritt des Staatspräsidenten Beneš, der sich geweigert hatte, diese Verfassung zu unterzeichnen (die dann erst später in Kraft trat)[35], sowie
- die Wahl Gottwalds zum neuen Staatspräsidenten am 14. Juni 1948.[35]

Daneben wurden die von Kommunisten dominierten sogenannten Aktionsausschüsse der Nationalen Front (akční výbory Národní fronty), die Gottwald bereits am 21. Februar ins Leben rief, zum eigentlichen machtpolitischen Zentrum im Land: Ihre primäre Aufgabe war es, die sog. „antikommunistischen Elemente“ zu eliminieren.
In der Folgezeit wurde unter Gottwalds Staats- und Parteiführung und Verantwortung ein rigoroser Repressionsapparat ins Leben gerufen und ausgebaut. Aufgrund des „Gesetzes zur Verteidigung der Republik“ (Gesetz 231/1948 Sb.) wurden zwischen 1948 und 1954 vor dem sogenannten und zu diesem Zweck errichteten Státní soud (Staatsgericht), beide von Oktober 1948, in politischen Schauprozessen 232 Personen zum Tode verurteilt, wovon 178 Personen hingerichtet wurden (die größte Zahl von Hinrichtungen in den Staaten des damaligen Ostblocks dieser Zeit); weitere geschätzt 100.000 Personen erhielten (teilweise ohne einen Prozess) mehrjährige Haftstrafen, einige zehntausend Personen wurden in Arbeitslager gebracht, weitere Zehntausende wurden zum Zwangsdienst in den sogenannten Lagern für militärische Zwangsarbeit – den Pomocný technický prapor – verpflichtet. Zu den bekanntesten politischen Schauprozessen gehörte der Prozess gegen den General Heliodor Píka, Milada Horáková sowie der Slánský-Prozess gegen Rudolf Slánský und 13 weitere hohe Parteifunktionäre und Regierungsmitglieder, aber auch das Vorgehen gegen Gegner der Kollektivierung wie im Fall Babice und Jan Bula.
Alleine während Gottwalds Präsidentschaft (14. Juni 1948 – 14. März 1953) wurden 234 Personen hingerichtet, davon 189 für angebliche „politische Delikte“; die meisten Todesurteile ergingen durch das von Gottwald eingesetzte Staatsgericht.

## Ehrungen und Rezeption
Tschechoslowakei:

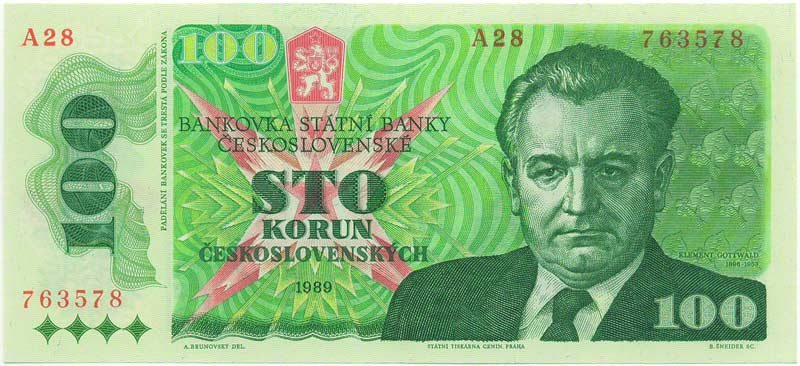
Banknote mit Bild von Gottwald

- Von 1949 bis 1990 hieß die mährische Stadt Zlín Gottwaldov nach Klement Gottwald.
- Der Hauptbahnhof von Plzeň hieß vor 1990 Gottwaldovo nádraží.
- Die Prager Metro-Station Gottwaldova (Linie C) wurde 1990 in Vyšehrad umbenannt.
- Das heutige Námestie slobody (Platz der Freiheit) in Bratislava trug bis 1989 den Namen Gottwaldovo námestie.
- Die im Oktober 1989 noch kurz vor der Samtenen Revolution eingeführten neuen 100-Kčs-Banknoten trugen das Bildnis Gottwalds. Sie wurden jedoch in der Folgezeit rasch wieder eingezogen und es verblieb die ursprüngliche Ausgabe von 1962 im Umlauf.

DDR:
- Die Berliner Allee im Ortsteil Berlin-Weißensee hieß bis 1990 Klement-Gottwald-Allee
- In Halle (Saale) war die ehemalige und heute wieder so genannte Leipziger Straße, eine Haupteinkaufsstraße, die vom Bahnhof zum Marktplatz führt, nach Gottwald benannt.
- In Potsdam war in der Innenstadt die Haupteinkaufsstraße nach ihm benannt, siehe auch Brandenburger Straße
- Auch in Erfurt hieß die dortige Arnstädter Straße von 1953 bis 1990 „Klement-Gottwald-Straße“.[44]
- Die Neusalzaer Straße in Bautzen wurde anlässlich des Besuchs Gottwalds am 1. Mai 1951 von da an bis 1990 Klement-Gottwald-Straße genannt.[45]
- Das Jagdbombenfliegergeschwader 37 der NVA trug den Ehrennamen „Klement Gottwald“.

Ukraine:
- Die Stadt Smijiw in der Oblast Charkow (Ukrainische SSR) hieß von 1976 bis 1990 Gotwald.

Polen:
- Das oberschlesische Bergwerk Grube Eminenz in Polen trug im Zeitraum 1953–2004 den Namen Bergwerk Gottwald.

2005 wurde Gottwald in einer Meinungsumfrage des tschechischen Fernsehsenders Česká televize zum unbeliebtesten Tschechen gewählt.

## Werke
- Spisy. 15 Bände. Státní nakladatelství politické literatury, Prag 1951–1961 (deutsch: Ausgewählte Reden und Schriften 1925–1952. Dietz-Verlag, Berlin 1974)